# 国鉄シサ1形貨車
国鉄シサ1形貨車（こくてつシサ1がたかしゃ）は、1959年（昭和34年）5月11日に1両のみ富士車輌で製造され、日本国有鉄道に車籍を有した、20トン積み低床落し込み式大物車である。
全長12,300 mm（車体長11,500mm）、低床面の長さは4,800 mmで、これはシキ40形とほぼ同じものであった。しかし低床部に貨物積載用に穴が開けられており、これがシキ40形と異なる点であった。側梁が魚腹形で低床部だけ下に折れ曲がっている構造であるが、この部分の床板は全くなく、枕木方向に横梁が4本通されているのみであった。
台車は、当時の標準型であったベッテンドルフ式のTR41Aを2基装備する。ブレーキ装置は、KD形を前後の台車別に2組装備した。
当初は酒井鉄工所所有の私有貨車であった。常備駅は湊町駅であった。黒部川第四発電所向けに水圧鉄管を輸送する目的で製造されたものと考えられており、信濃大町駅まで2週間に1回の割合で輸送を行っていた。酒井鉄工所の所有した唯一の私有貨車であった。
1963年（昭和38年）に東京芝浦電気（東芝）へ譲渡され、三重工場そばにある朝明信号場常備となった。以後は鉄板で開口部を塞ぐ形で変圧器などの輸送に用いられた。1981年（昭和56年）6月11日に廃車となった。
本形式の特筆すべき運用として、1962年（昭和37年）と1963年、1966年（昭和41年）の3回にかけて行われた、営団地下鉄日比谷線（現、東京メトロ日比谷線）の秋葉原、人形町、東銀座などにある地下変電所への変圧器の輸送がある。日比谷線への乗り入れは北千住駅から行い、目的地の地下変電所までは3000系電車にけん引されたという。